# Calidoscopio (Zweig)
Calidoscopio (en alemán Kaleidoskop) es un libro recopilatorio de varios relatos cortos del escritor austriaco Stefan Zweig, publicado en 1936. Se publicó en español un año después en traducción del escritor catalán Josep Lleonart.
Contiene los siguientes relatos: Conocimiento casual de un oficio, Leporella, Miedo, Ardiente secreto, Novelita de verano, La institutriz, Mendel, el de los libros, El refugiado, La colección invisible, Raquel litiga con Dios, Noche fantástica, La calle del claro de luna, Los ojos del hermano eterno, La leyenda de la tercera paloma y Las hermanas iguales y desiguales. Muchas de ellas se han editado de manera individual.
Gracias a la narrativa expuesta en esta recopilación, Zweig se dio a conocer como el gran escultor de personajes por el que es definido.